# Veerse Meer
Le Veerse Meer (lac de Veere) est situé dans la province de Zélande aux Pays-Bas entre l'île de Beveland-du-Nord du côté nord et les îles de Walcheren et de Beveland-du-Sud du côté sud.
Historiquement ce lac est formé de deux anciens bras de Escaut oriental, le Veerse Gat à l'ouest et une partie du Zandkreek à l'est. Un troisième bras orienté nord-sud, le Sloe, a été poldérisé lorsque l'île de Walcheren a été rattachée au continent, il n'en reste que le canal de Walcheren qui le connecte au sud à l'Escaut occidental.
À l'ouest le Veerse Meer est séparé de la mer par le barrage Veerse Gatdam qui n'offre pas d'écluse. À l'est il relié à l'Escaut oriental par le Zandkreekdam; celui-ci possède une écluse et depuis 2004 un tuyau permet également le passage d'une quantité contrôlée d'eau de mer, avec pour résultat que l'eau du lac est d'excellente qualité, presque aussi salée que l'eau de mer, avec des marées d'environ 25 cm. Le Veere Meer est l'un des rares endroits aux Pays-Bas où le crabe américain invasif Rhithropanopeus harrisii, le ver polychète Ficopomatus enigmaticus, et le bryozoaire Einhornia crustulenta se reproduisent. La truite peut être pêchée.
Auparavant c'était un lac d'eau de mer stagnante. 
Le lac est prisé des marins des pêcheurs, des plongeurs des amateurs de surf et de ski nautique grâce à un câble de ski et d'un port canoë à De Piet. Environ 3500 bateaux de plaisance peuvent mouiller.
Le Veerse Meer mesure 22 kilomètres de long, pour une largeur, par endroits, de 1500 mètres.
Le lac possède 13 îles formées de bancs de sable. Les rives, qui se découvraient à marée basse sont maintenant des réserves naturelles, ou des lieux de loisirs, où il est agréable de séjourner.

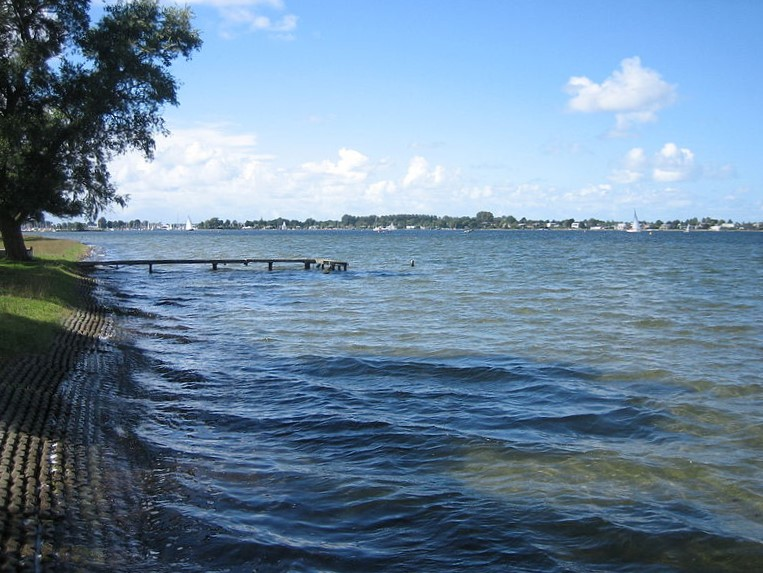
Le Veerse Meer

| \| Localisation du Plan Delta dans le Monde \| Bernisse Canal de l'Escaut au Rhin Grevelingenmeer Canal Hartel Canal de Zuid-Beveland Dordtsche Kil Escaut occidental Escaut oriental Haringvliet Hollands Diep Krammer Markiezaatsmeer Nieuwe Waterweg Nouvelle Meuse Spui Scheur Veerse Gat Veerse Meer Vieille Meuse Volkerak Zoommeer Anvers Rotterdam Mer du Nord Belgique Pays-Bas Eau de mer Eau douce |
| Localisation du Plan Delta dans le Monde |